# Aeschynanthus tenericaulis
Aeschynanthus tenericaulis är en tvåhjärtbladig växtart som beskrevs av Friedrich Ludwig Diels. Aeschynanthus tenericaulis ingår i släktet Aeschynanthus och familjen Gesneriaceae. Inga underarter finns listade i Catalogue of Life.